# Dušan Pekić
Dušan Pekić (v srbské cyrilici Душан Пекић; 23. června 1921, Međeđak Utinjski, Jugoslávie - 7. prosince 2007, Bělehrad, Srbsko) byl jugoslávský partyzán a generálplukovník JNA.
Pekić se připojil k partyzánům během povstání v Kordunu, které se konalo na konci července 1941.[zdroj?] Od listopadu téhož roku byl členem komunistické strany Jugoslávie a bojoval proti Ustašovcům, kteří vládli Chorvatsku. Od května 1942 byl politický komisař jednoho z batalionů Třinácté proletářské divize. 1. srpna 1943 se pak stal zástupcem jejího velitele. Během německé ofenzivy v Žumberaku byl Pekić raněn a hospitalizován v partyzánské nemocnici, nacházející se v Lice. 6. prosince 1994 získal řád Národního hrdiny Jugoslávie.
Po skončení druhé světové války zastával početné funkce v Jugoslávské lidové armádě. Měl hodnost generálplukovníka.
Během státního pohřbu Josipa Broze Tita byl Pekić na čele průvodu, který nesl všechna vyznamenání, které jugoslávský prezident za svůj život získal.
V druhé polovině 80. let zastával penzionovaný generál Pekić úlohu člena předsednictva jugoslávské organizace partyzánských veteránů (SUBNOR).
V září 1989 se Pekić v jugoslávském tisku vyjádřil, že čtyřčlenná komise, v níž byli významní představitelé jugoslávské vrcholné politiky konce 70. let jednala v době stáří Josipa Broze jeho jménem a fakticky vládla státu. Toto způsobilo skandál, který prohloubil jugoslávskou krizi a zařadilo kdysi oddaného titoistu Pekiće do řad antikomunistů a útočníků na jméno a dílo bývalého jugoslávského prezidenta.
Jako konzervativní komunista na partyzánském shromáždění v březnu 1990 na Petrově hoře v chorvatsko-bosenském pohraničí rázně odmítl politický vývoj v Chorvatsku, který se ubíral cestou podpory Chorvatského demokratického společenství Franjo Tuđmana. Žádal zatčení Tuđmana a zastavení kontrarevoluce v zemi. Nové chorvatské politické vedení ho následně považovalo za velkosrbského agenta.[zdroj?]
V roce 2007 zemřel v Bělehradě jako poslední účastník kordunského povstání proti fašistům.